# Selkäsaaret (ö i Finland, Mellersta Finland, Joutsa, lat 61,91, long 26,00)
Selkäsaaret är en ö i Finland. Den ligger i sjön Sorsanselkä och Keskinenvesi och i kommunen Joutsa i den ekonomiska regionen  Joutsa ekonomiska region  och landskapet Mellersta Finland, i den södra delen av landet, 200 km norr om huvudstaden Helsingfors. Öns area är 0,4 hektar och dess största längd är 120 meter i nord-sydlig riktning.  Notera att namnet antyder att det är fråga om flera öar.